# هجين الدبين الأشمط والقطبي
هجين الدبين الأشمط والقطبي (بالإنجليزية: Grizzly–polar bear hybrid)‏ هو هجين نادر شُوهد في البرية وفي الأقفاص. في عام 2006، اُكّد ظهور هذا الصنف في الطبيعة من خلال اختبار الحمض النووي لدب ذو مظهر فريد أُطلق عليه النار بالقرب من قرية ميناء ساكس التابعة للأقاليم الشمالية الغربية في جزيرة بانكس في القطب الشمالي الكندي. ومنذ ذلك الحين، ارتفع عدد الأنواع الهجينة المؤكدة إلى ثمانية، تنحدر جميعها من نفس أنثى الدب القطبي.
أُبلغ عن أنواع هجينة أخرى من الدببة القطبية التي تعيش في البرية وأُطلق عليها النار عليها في الماضي، لكن اختبارات الحمض النووي لم تكن متاحة في ذلك الوقت للتحقق من أسلاف هذه الأنواع من الدببة.
كشف التحليل الجيني عن حالات متعددة من التهجين الذي حدث بشكل تدريجي بين أنواع الدببة  ، بما في ذلك انتقال الحمض النووي للدب القطبي إلى الدببة البنية خلال العصر الجليدي.

## الخصائص
وُلد اثنان من صغار هجين الدبين الأشمط والقطبي (أنثى وذكر) في حديقة حيوان أوسنابروك في أوسنابروك في عام 2004، كانت السمات الجسدية لهما بشكل عام متوسطة بين الدب القطبي والدب الشمطاء. على سبيل المثال ، حجم الجسم كان أصغر من الدببة القطبية ولكنه أكبر من الدببة الشمطاء ، وحجم الرأس أيضا كان متوسطا بين الدب القطبي والدب الشمطاء. صغار هجين الدبين لها أعناق طويلة مثل الدببة القطبية، بينما لأكتافها حدبات صغيرة مثل الدببة الشمطاء. باطن قدم الدب الهجين مغطى جزئيًا بالشعر بينما باطن القدم في الدببة القطبية مغطى بالشعر بشكل كامل وهو يعمل كعازل للوقاية من البر الشديد، أما باطن القدم لدى الدببة الشمطاء فهو خالي تماما من الشعر.
وبالمِثل، يُظهر فرو الدببة الهجينة نمطًا من التجويف يمزج بين سمات الدببة القطبية والشمطاء، على سبيل المثال يحتوي فرو الدببة القطبية على فراغات، بينما يكون فرو الدببة الشمطاء أما متجانس أو به فراغات صغيرة. في هجين الدبين الذكر لُوحظ أن الفرو الذي يكسو القدم كان سميكًا، بينما كان الفرو الداكن الذي يكسو الظهر فيه فراغات إلى حد ما ، وهي أصغر في الحجم من تلك الموجودة في فرو الدب القطبي". أما شعر الأنثى الهجينة فيحتوي على فراغات في مناطق عديدة.

أظهرت الدببة الهجينة سلوكًا أكثر تشابهًا مع الدببة القطبية من الدببة البنية. وشُوهدت وهي مستلقية على بطونها وأرجلها الخلفية منبسطة بنفس طريقة استلقاء الدببة القطبية. 

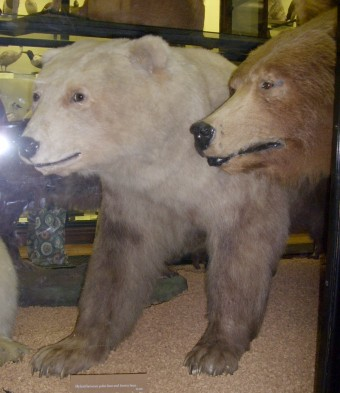
هجين الدبين الأشمط والقطبي، متحف التاريخ الطبيعي في ترنغ بالقرب من لندن